# Jávor-völgy
A Jávor-völgy egy kiterjedt völgyrendszer a Magas-Tátra északi oldalán oldalán Szlovákiában. Több oldalvölgyre ágazik szét, az oldalvölgyek aztán tovább ágaznak. Az É-D irányú völgy struktúrája a következő:

## Keleti oldal
- Hátsó-Rézaknák völgye
- Fehér-tavi-katlan
- Karó-tavi-völgy
- Karó-tavi-katlan
- Tarajos-katlan
- Fekete-Jávor-völgy (Javorinai-Fekete-tó völgye)
- Kos-katlan (Stolarczyk-hágó alatti katlan)
- Nagy-Jég-völgy
- Kis-Jég-völgy (Jég-völgy)
- Száraz-Jávor-völgy (Száraz-völgy)
- Hátsó-Jávor-völgy (Hátsó-völgy)
- Javorinai-Száraz-árok

## Nyugati oldal
- Javorinai-Békás-tó völgye
- Javorinai-Zöld-tó völgye
- Jávor-árok
- Széles-Jávor-völgy (Javorinai-Siroka-völgy)
- Felső-Széles-Jávor-völgy
- Javorinai-Marmota-völgy (Svistovka-völgy)
- Javorinai-Fehér-patak völgye

A Jávor-völgy a Javorinánál lévő völgytorkolatától először DK., majd 1600 m magasságig D., a felső részén K. irányú. A völgy főtengelye 10 km hosszú, területe 27,8 km2. A szerteágazó völgyrendszert az ÉK. és K. oldalról a Bélai-Tátra gerince, majd a Magas-Tátra főgerincének Kopa-hágó -- Jávor-csúcs szakasza valamint NY. oldalról a Siroka (Széles-hegy) szárnyvonulata (Jávor-gerinc) határolja. 
Nevét azért kapta, mert régebben a környező erdőkben gazdagon nőtt a jávorfa. A javorinai vashámor, majd papírlemezgyár, a szénégetés kíméletlenül megtizedelte a jávorerdőket. Manapság már jávor alig található itt. A Jávor-völgy elnevezés a völgy egészére vonatkozik, annak ellenére, hogy a felső részének külön neve is van -- Hátsó-Jávor-völgy (Hátsó-völgy). A "javorinai-" vagy "jávor-" jelzőt tanácsos hozzáilleszteni az egyes mellékvölgyek nevéhez is, hogy a nevek egyértelművé váljanak.

## Helyrajz
A 7 km hosszú völgy ÉNy-ról és É-ról nyitott. Ny-ról a soktornyú Jávor-gerinc, végén a széles Siroka-masszívummal; D-ről és K-ről a főgerinc határolja, míg É-ról a Bélai-Tátra Ny-i része. A völgy alsó és középső része erdős, a fölső részét manapság Hátsó-Javor-völgynek nevezik. A völgy mellékágai: Jávor-árok, Zöld-Jávor-völgy, Javorinai-Békás-tó völgye, Száraz-Jávor-völgy, Fekete-Jvor-völgy az ehhez tartó Kis-Jég-völggyel, Karó-tavi-völgy, Hátsó-Rézaknák völgye. 
A völgy körül emelkedő főbb csúcsok: Siroka, Jávor-csúcs, Varangyos-tavi-csúcs, Hegyes-torony, Vörös-torony, Markazit-torony, Jég-völgyi-csúcs. 
A völgyben folyik a Javorinka hegyipatak. Javorinából zöld jelzésű turistaút vezet a Kis-Nyereg-hágóba.

## Szálláslehetőségek
A völgyben nincs turistaház, vagy egyéb elszállásolásra alkalmas állandó objektum. A völgyben található Tátrai Nemzeti Park (TANAP) erdészházában szálláslehetőség nincs.

## Megközelítés
Javorináról a zöld jelzésen a kék út elágazásáig 1/2 óra (a TANAP erdészházának közelében), és tovább a zöld úton.

## Átmenet a szomszéd völgyekbe
A zöld úton Javorináról a Kis-Nyereg-hágóba 4 óra; majd le a Téry-házig 1 óra. 
A Varangyos-tó fölötti sziklakapu után a törmeléken át jobbra, a Hegyes-torony Ny-i mellékcsúcsa (Kis-Hegyes-torony) É-i falának tövébe. Itt balról jobbra fölfelé, feltűnő törmelékes rámpa húzódik, mely utóbb lépcsőzetes, sekély vályúsorozatba megy át, s a Vörös-padra vezet. A túloldalon le a Nagy-Tarpataki-völgybe a Metélőhagymás-tavakig (1/2 óra), onnan a Hosszú-tavi házig (1/2 óra).